# Julián Lombana
Julián Lombana Herrera (Bogotá, 1839-Bogotá, 1916) fue un arquitecto colombiano que diseñó varias edificaciones en Bogotá durante el siglo xix y principios del siglo xx. Algunas de ellas son Monumento Nacional de Colombia.

## Biografía
Se inició en la arquitectura como ayudante de obra. Su primera construcción fue la antigua sede del Banco de Colombia (1880-1882). Posteriormente los hermanos Bruno y Timoteo Maldonado le confían el diseño de la fachada del Teatro Maldonado en la sede del antiguo Coliseo Ramírez, en el lugar donde actualmente se encuentra el Teatro Colón.
En 1905 realiza la portada del Cementerio Central y colabora con el francés Gastón Lelarge en la reconstrucción de la Casa de Nariño como sede presidencial (inicialmente conocida como el Palacio de la Carrera) y la construcción del Palacio Liévano como sede del gobierno municipal, en las antiguas dependencias de las Galerías Arrubla.

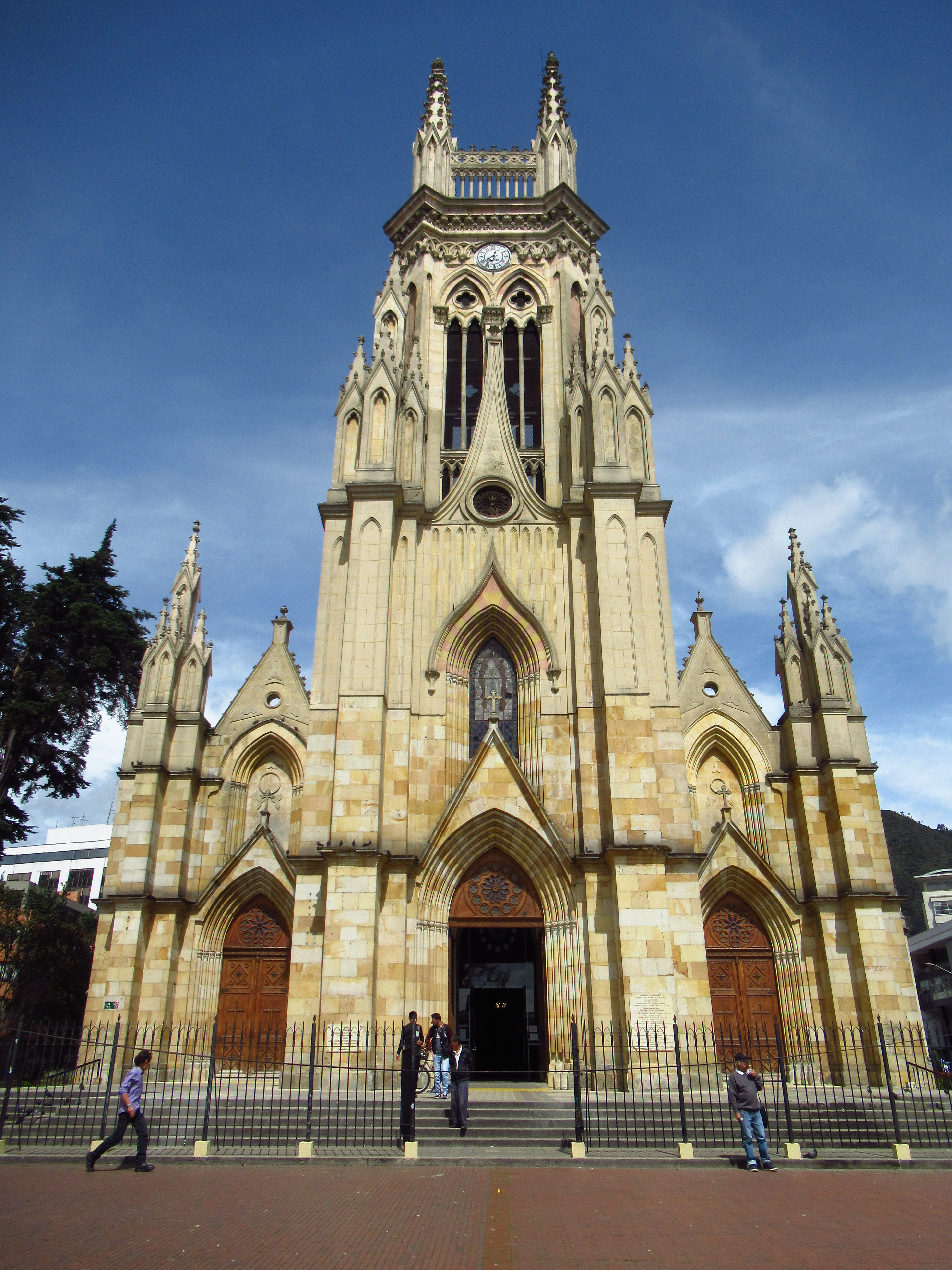
Basílica de Nuestra Señora de Lourdes, obra de Julían Lombana, en Bogotá.

Hacia 1910 remodeló la Iglesia de la Veracruz, ubicada en la carrera Séptima con calle 16 (contigua a la Iglesia de San Francisco y a la Iglesia de la Orden Tercera), y dirigió la construcción de la Basílica del Sagrado Corazón de Jesús.
Su última obra fue la Basílica de Lourdes, ubicada en la plaza central de Chapinero. Durante los trabajos de construcción sufrió un grave accidente por el cual perdió un brazo y una pierna. La construcción de la iglesia tomó treinta años y al morir Lombana no alcanza a ver finalizada la obra.